# Miasto i psy
Miasto i psy (hiszp. La ciudad y los perros) – debiutancka powieść peruwiańskiego pisarza Mario Vargasa Llosy. To historia młodych kadetów ze szkoły wojskowej im. Leoncia Prado (Colegio Militar Leoncio Prado) w Limie, opis hierarchii wojskowej i warunków panujących w szkole. Kadeci z młodszych roczników buntują się przeciwko przełożonym, wymaganej przez nich dyscyplinie, karom cielesnym, sposobie prowadzenia egzaminów oraz starszym rocznikom. Książka, ukazująca elitarną szkołę jako miejsce pełne przemocy, sadyzmu, anarchii i biurokratyzmu, przełamywała społeczne i obyczajowe tabu. Oficerowie poniewierają uczniami, jednocześnie udając, że nie widzą takich – niezgodnych z regulaminem szkoły – zjawisk jak: palenie, picie, kradzieże i bijatyki.

## Geneza i publikacja
Powieść została wydana w roku 1963, a w Polsce pierwsze wydanie ukazało się w roku 1971 w przekładzie Kazimierza Piekarca. Powieść jest efektem przeżyć samego Vargasa Llosy, który do szkoły wojskowej Colegio Militar Leoncio Prado w Limie został przyjęty w kilka dni po swoich czternastych urodzinach i spędził w niej dwa lata. Okres ten pisarz określa jako koszmar. W szkole Vargas Llosa pisał innym kadetom listy miłosne do ich dziewczyn oraz opowiadania erotyczne. Jego ojciec Ernesto J. Vargas, wysyłając syna do takiej szkoły, chciał w ten sposób wyleczyć go ze skłonności do literatury, która jego zdaniem nie była odpowiednim zajęciem dla mężczyzny.

## Tytuł
Tytułowy pies oznacza nowego kadeta, ucznia pierwszego roku. Tak zwracano się do rekrutów, nawet podczas apeli czy oficjalnych wizytacji z zewnątrz. Powieść została zaprezentowana na konkursie o nagrodę Premio Biblioteca Breve wydawnictwa Seix Barral pod tytułem „La morada del héroe” (pol. „Siedziba bohatera”), który nawiązywał do patrona szkoły wojskowej, Leoncia Prado, dowódcy rozstrzelanego przez wojska chilijskie podczas wojny o Pacyfik w 1879. Vargas Llosa rozważał również zatytułowanie powieści „Los impostores” („Oszuści”) nawiązując do epigrafu otwierającego książkę, ale zarzucił ten pomysł, gdyż sugerował on powieść kryminalną. Ostateczny tytuł zaproponował krytyk literacki José Miguel Oviedo.

## Streszczenie fabuły
Bohaterami książki jest grupa nastoletnich uczniów szkoły wojskowej im. Leoncia Prado, którzy po przyjęciu do akademii zostali poddani brutalnemu i poniżającemu „chrztowi” z rąk kadetów z czwartego i piątego roku. Aby się bronić, założyli grupę o nazwie „Koło”, z Jaguarem na czele. 
Akcja rozpoczyna się w łazienkach sypialni, gdzie członkowie Koła (Jaguar, Cava, Kędzior i Boa) mają zdecydować, kto ukradnie arkusz z pytaniami na egzamin z chemii. Wybór pada na Cavę, który dokonuje kradzieży, ale pozostawia po sobie ślad w postaci potłuczonego szkła. Tymczasem inny kadet, Alberto Fernandez zwany "Poetą", rozmyśla jak zdobyć pieniądze, gdy spotyka Ricardo Aranę, delikatnego chłopca zdominowanego przez wszystkich i nazywanego pogardliwie "Niewolnikiem". Alberto postanawia pomóc mu ukraść sznurówki i tak rozpoczyna się ich przyjaźń. Podczas egzaminu porucznik Gamboa nakrywa Niewolnika na próbie pomocy Poecie, co skutkuje ukaraniem Niewolnika szlabanem. Jako że władze szkoły dowiedziały się już o kradzieży egzaminu, zakazały kadetom pełniącym wtedy wartę opuszczać szkołę w kolejne weekendy aż do czasu odnalezienia sprawcy. Po kilku tygodniach Niewolnik, nie mogąc znieść braku możliwości spotkania z ukochaną dziewczyną Teresą, postanawia donieść na Cavę, który następnie zostaje wydalony ze szkoły. Podczas porannych ćwiczeń wojskowych Niewolnik zostaje postrzelony i kilka dni później umiera. 
Władze szkoły, aby nie narazić na szwank jej reputacji oraz własnych karier wojskowych, utrzymują, że był to wypadek. Poeta uważa jednak, że to Jaguar zabił Niewolnika w odwecie za donos. Dlatego też postanawia oskarżyć go przed porucznikiem Gamboą i zgłosić wszystkie nadużycia dokonane przez "Koło". Władze uczelni, chcąc uniknąć skandalu, zamiast podejmować działania przeciwko Jaguarowi, nakazują Poecie milczeć w tej sprawie. Szantażują go upublicznieniem pornograficznych opowiadań jego autorstwa. W związku z tym Alberto wycofuje skargę, ale popada w konflikt z Jaguarem, z którym musi dzielić celę.
Kiedy kończy się rok szkolny, Jaguar dręczony wyrzutami sumienia przyznaje się porucznikowi Gamboi do popełnionego czynu i deklaruje gotowość poniesienia kary. Jednak porucznik, który wiedział już o tym, że zostanie karnie przeniesiony na służbę do Juliaca w innej części Peru, informuje, że sprawa jest zamknięta i że armia nigdy nie przyznałaby się do popełnionego błędu. Po ukończeniu szkoły, Poeta będzie kontynuować naukę w USA, a Jaguar rozpocznie pracę w banku i ustatkuje się u boku nowo poślubionej żony Teresy.
W skrócie, debiut Vargasa Llosy jest oparty na schemacie powieści detektywistycznej: mamy do czynienia z aktem naruszenia przepisów szkolnych (kradzież egzaminu), karą wymierzoną przez władze (szlaban), donosem (popełnionym przez Niewolnika, który nie mógł znieść rozłąki z ukochaną dziewczyną), gwałtowną i nagłą śmiercią donosiciela, oskarżeniem (Alberto twierdzi, że zaistniała sytuacja nie była wypadkiem, a zamierzonym działaniem Jaguara) i zakończeniem (władze nie decydują się zbadać sytuacji i wszystko zdaje się wracać do normy, jak gdyby nigdy nic się nie stało). Oprócz głównej linii fabularnej, w książce opisane są historie miłosne, retrospekcje z życia wybranych bohaterów i sceny z życia codziennego w szkole wojskowej. 

## Bohaterowie

### Bohaterowie pierwszoplanowi
Alberto Fernández "Poeta" – uczeń ostatniego roku szkoły wojskowej (rok piąty, sekcja pierwsza). Swój pseudonim zawdzięcza listom miłosnym i nowelkom erotycznym, które pisuje dla swoich kolegów w zamian za pieniądze i papierosy. Jest przedstawicielem klasy średniej, przed pójściem do internatu mieszkał w dzielnicy Miraflores. Stara się zapewnić sobie spokojny byt w szkole, polegając na swoim sprycie i nie uciekając się do przemocy. Warunki wymuszają na nim zachowanie podwójnej tożsamości: w szkole chce uchodzić za szorstkiego i niewrażliwego, czego nie musi robić w towarzystwie kolegów z Miraflores, Tico i Pluto. Mimo rzekomej przyjaźni z Niewolnikiem, nie jest wobec niego lojalny: zamiast jedynie przekazać wiadomość jego ukochanej Teresie, wychodzi z nią do kina i potajemnie się z nią spotyka, ukrywając prawdę przed Ricardo. Po śmierci Niewolnika wierząc, że to Jaguar jest winny, decyduje się złożyć na niego donos.
Jaguar – uczeń piątego roku pochodzący z nisko sytuowanej rodziny, z dzielnicy Bellavista. Podziwiany ze względu na swoją siłę, sprawność w walce i odwagę, jako jedyny nie daje się „ochrzcić”, a ponadto zostaje szefem Koła mającego na celu bronić jego kolegów z najmłodszego rocznika przed „chrztem” ze strony starszych kadetów. Jaguar jest agresywny i skory do bójki, a przemoc stanowi podstawę jego egzystencji w szkole. Nie pozwala się zdominować nikomu, w trudnych sytuacjach ucieka się do wszystkich dostępnych metod, aby się bronić. Jaguar jest obecny również we fragmentach przeplatających główną fabułę, chociaż na początku jego tożsamość nie jest jasna. Okazuje się, że w przeszłości był wrażliwym chłopcem, zakochanym w Teresie. Wykorzystywał każdą okazję, żeby spędzić z nią czas, kierowany zazdrością o nią stosował przemoc wobec innych chłopców, którzy przebywali w jej towarzystwie. Podobnie jak jego odbywający karę więzienia brat, popadł w złe towarzystwo i zaangażował się w kradzieże. W końcu został przez ojca chrzestnego wysłany do kolegium wojskowego.
Ricardo Arana "Niewolnik" – wrażliwy chłopak, który nie odnajduje się w surowych warunkach akademii wojskowej, jest poniżany przez innych kadetów, którzy kradną mu rzeczy, biją go, plują na niego. Jego sytuacja rodzinna jest trudna: dopiero jako ośmiolatek Ricardo poznał swojego ojca, który stosuje wobec niego przemoc i nie akceptował tego, że jego syn jest delikatny i nie pasuje do ideału wyznaczonego przez kult macho. Można również wskazać na podobieństwo między postacią Niewolnika a Vargasem Llosą: obydwaj uważali swoich ojców za zmarłych, a dopiero po latach ich poznali. 
Teresa —  główna żeńska postać w zdominowanej przez bohaterów płci męskiej powieści. Jest spokojną i posłuszną dziewczyną, schludną pomimo trudnej sytuacji ekonomicznej, w jakiej się znajduje. Jako dziewczyna z niższej klasy nie może wybrać ukochanego, jedynie zostać wybrana .Na różnych etapach rozwoju powieści stanowi obiekt westchnień Jaguara, Poety i Niewolnika. Dla Jaguara jest szkolnym zauroczeniem; Niewolnik również się w niej platonicznie zakochuje, ale nie ma zbyt wielu okazji do kontaktu z nią, gdyż zostaje zatrzymany w szkole i wysyła Poetę, aby ten przekazał jej wiadomość. Poeta w tajemnicy przed Niewolnikiem zagarnia dziewczynę dla siebie, chociaż ma później z tego powodu wyrzuty sumienia. Pod koniec powieści Teresa zostaje żoną Jaguara.

### Bohaterowie drugoplanowi
Boa – jeden z członków Koła i narratorów powieści. Zawdzięcza swój pseudonim dużym rozmiarom członka. Jest najlepszym przyjacielem Jaguara i wykonuje jego polecenia mimo wątpliwości. Boa pozostaje w  wieloznacznej relacji z mieszkającą na terenie szkoły suczką Niewygrzaną: nie szczędzi jej czułości, ale bywa dla niej również okrutny i to do niej zwraca się w swoich monologach.
Porfirio Cava "Góral" – członek Koła, agresywny wobec innych kadetów i nauczycieli. Jego ksywa nawiązuje do pochodzenia z górskich rejonów Peru. Jako jeden z nielicznych naprawdę wiązał swoją przyszłość z karierą wojskową. Po donosie Niewolnika zostaje wydalony ze szkoły i zmuszony do powrotu w rodzinne strony.
Porucznik Gamboa – opiekun pierwszej sekcji, wzorowy wojskowy, budzący szacunek wśród kadetów i bardzo oddany swojej pracy. Nie waha się zaryzykować swojej kariery, aby ubiegać się o postępowanie w sprawie śmierci Niewolnika, zamiast uciszyć sprawę. Jaguar z początku nie przyznaje się do winy, a Gamboa nie decyduje się porzucić sprawy i z tego powodu zostaje zdegradowany przez władze uczelni i odesłany ze stolicy na prowincję, do bazy w Juliaca. Ma duży wpływ na postać Jaguara, który w końcu wyznaje prawdę na temat śmierci Ricardo Arany.
Kędzior – jeden z członków Koła, wyjątkowo okrutny wobec Poety. Okazuje się nielojalny wobec Jaguara, gdyż opuszcza go w trudnej sytuacji.
Arróspide – brygadier sekcji i jeden z nielicznych kadetów o białym kolorze skóry; staje na czele buntu przeciw Jaguarowi, którego otwarcie nazywa "kapusiem".
Vallano – kadent pochodzenia afroperuwiańskiego (stąd jego pseudonim “Czarny”). Często wdawał się w słowne potyczki z Poetą. To on opowiedział kolegom o „Złotej Nóżce”, znanej prostytutce, która świadczyć będzie swe usługi licznym uczniom szkoły.
Paulino – właściciel szkolnego sklepiku, w którym kadeci upijali się i oddawali masturbacji; zajmował się przemycaniem alkoholu i papierosów na teren szkoły; swoje towary sprzedawał po zawyżonych cenach. 

## Struktura
Powieść jest podzielona na dwie części i epilog. Każda z części liczy 8 rozdziałów, na które składają się niezależne epizody oznaczone graficznie. 

## Technika i narracja
Akcja powieści rozpoczyna się in media res. W książce zostaje zastosowana technika naczyń połączonych, charakterystyczna również dla późniejszej twórczości Vargasa Llosy, polegająca na powiązaniu sytuacji mających miejsce w innym miejscu lub czasie, połączenia ich w ten sposób, aby uzyskać efekt inny, niż w przypadku osobnej narracji dla każdego epizodu. Główny wątek fabularny przeplatają epizody z przeszłości bohaterów przed wstąpieniem do kolegium wojskowego, dzięki czemu czytelnik ma wrażenie, że wydarzenia z głównej narracji i epizody z przeszłości rozgrywają się symultanicznie. Widoczne są gwałtowne zmiany czasu i narratora (od wszechwiedzącego do innych w pierwszej osobie), dialogi teleskopowe, występuje wielu narratorów, co może utrudnić czytelnikowi usytuowanie wydarzeń w czasie i w przestrzeni. Skonfrontowane zostają również zamknięta przestrzeń kolegium wojskowego i otwarta przestrzeń Limy. 

## Odbiór i znaczenie
Mario Vargas Llosa w książce “Miasto i psy” komentuje sytuację społeczną, polityczną i ekonomiczną Peru. Występujące w niej postaci pochodzą z różnych warstw społecznych i są o różnym kolorze skóry, co pozwala ukazać konflikty i uprzedzenia rasowe w Limie w latach 50. XX wieku. Zwraca uwagę krytyka bezdusznego militaryzmu.
Powieść wywołała oburzenie peruwiańskich wojskowych, dokonano publicznego spalenia jej egzemplarzy na dziedzińcu szkoły. Generał Velasco Alvarado uznał, że książka obraziła armię.
Według Carlosa Garayara, władze uczelni nie poczyniły żadnych oficjalnych komentarzy na temat treści książki, a sami uczniowie utrzymywali, że obecna sytuacja w kolegium wojskowym nie jest taka, jak ta ukazana w powieści, ale nie wykluczali, że wcześniej mogły tam mieć miejsce wydarzenia podobne do opisanych. Część postaci pojawiających się w książce jest autentyczna, inne są fikcyjne.
Powieść otrzymała w Hiszpanii nagrody: Biblioteca Breve w 1962 i nagrodę Crítica Española w 1964. Sebastián Salazar Bondy ocenił książkę jako „jedną z najbardziej odważnych powieści stworzonych w ostatnich latach w Ameryce Łacińskiej”, a José María Valverde w 1963 jako „najlepszą powieść w języku hiszpańskim od Don Segundo Sombra”. Jej publikację uważa się za kamień milowy w rozwoju powieści hispanoamerykańskiej. Znalazła się ona również na liście 100 najlepszych powieści XX wieku w języku hiszpańskim tygodnika El Mundo. 

## Adaptacje filmowe
Na podstawie książki nakręcony został w 1985 peruwiański film pod tym samym tytułem, którego reżyserem był Francisco J. Lombardi. W rolach głównych rolach wystąpili: Pablo Serra, Juan Manuel Ochoa i Eduardo Adrianzén.